# Bojan Vučković (šahista)
Бојан Вучковић (Београд, 12. септембар 1980) српски је шахиста и проблемиста.
Бојан Вучковић је шаховски велемајстор, ФИДЕ рејтинг му је . Вучковић је уз то још јак проблемиста са титулом велемајстора за решавање шаховских проблема.
На Првенству света у решавању шаховских проблема, које је одржано у Фуџеири 2022. године, Бојан Вучковић је освојио сребрну медаљу као члан репрезентације Србије коју су, поред њега, чинили и Илија Серафимовић и Маријан Ковачевић.